# Addison Montgomery
Addison Adrienne Forbes Montgomery (wcześniej Addison Adrienne Forbers Montgomery Shepherd) – fikcyjna postać seriali Chirurdzy oraz Prywatna praktyka stacji ABC, odgrywana przez Kate Walsh, stworzona przez Shondę Rhimes.

## Opis postaci
Addison ma bardzo bogatych rodziców, a jej brat, Archer, jest światowej sławy neurologiem. Jest jedną z najlepszych ginekolog i neonatolog w kraju. Swojego przyszłego męża, Dereka Shepherda, poznała w szkole medycznej. Swoją rezydenturę odbyła pod okiem Richarda Webbera. Mieszkała z mężem razem w Nowym Jorku, lecz gdy zdradziła go z jego najlepszym przyjacielem, Markiem Sloanem, Derek odszedł od niej i wyjechał do Seattle. Addie mieszkała z Markiem i była z nim w ciąży, którą usunęła. Potem pojechała do Seattle, aby ratować swoje małżeństwo z Derekiem. Skończyło się to niepowodzeniem i rozwodem, po 11 latach małżeństwa. W kolejnym sezonie flirtuje z Alexem, lecz i ten flirt kończy się rozstaniem. Po tych zdarzeniach decyduje się na Zapłodnienie pozaustrojowe i jedzie do Los Angeles, do przyjaciółki – Naomi Bennett. Próba zajścia w ciążę kończy się niepowodzeniem, ale Addison zostaje w LA i podejmuje tam pracę.
Po wyjeździe z Seattle Addison nie pojawia się już w Chirurgach, a staje się główną bohaterką Prywatnej Praktyki. W SGH pojawia się okazjonalnie.
Addison jest protestantką.